# Patchkabel

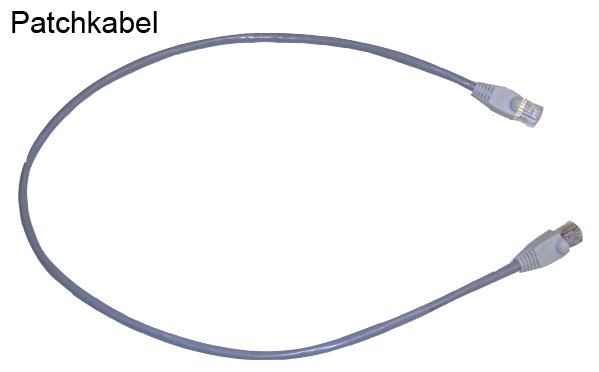
Kurzes Patchkabel, RJ45 Twisted-Pair-Kabel

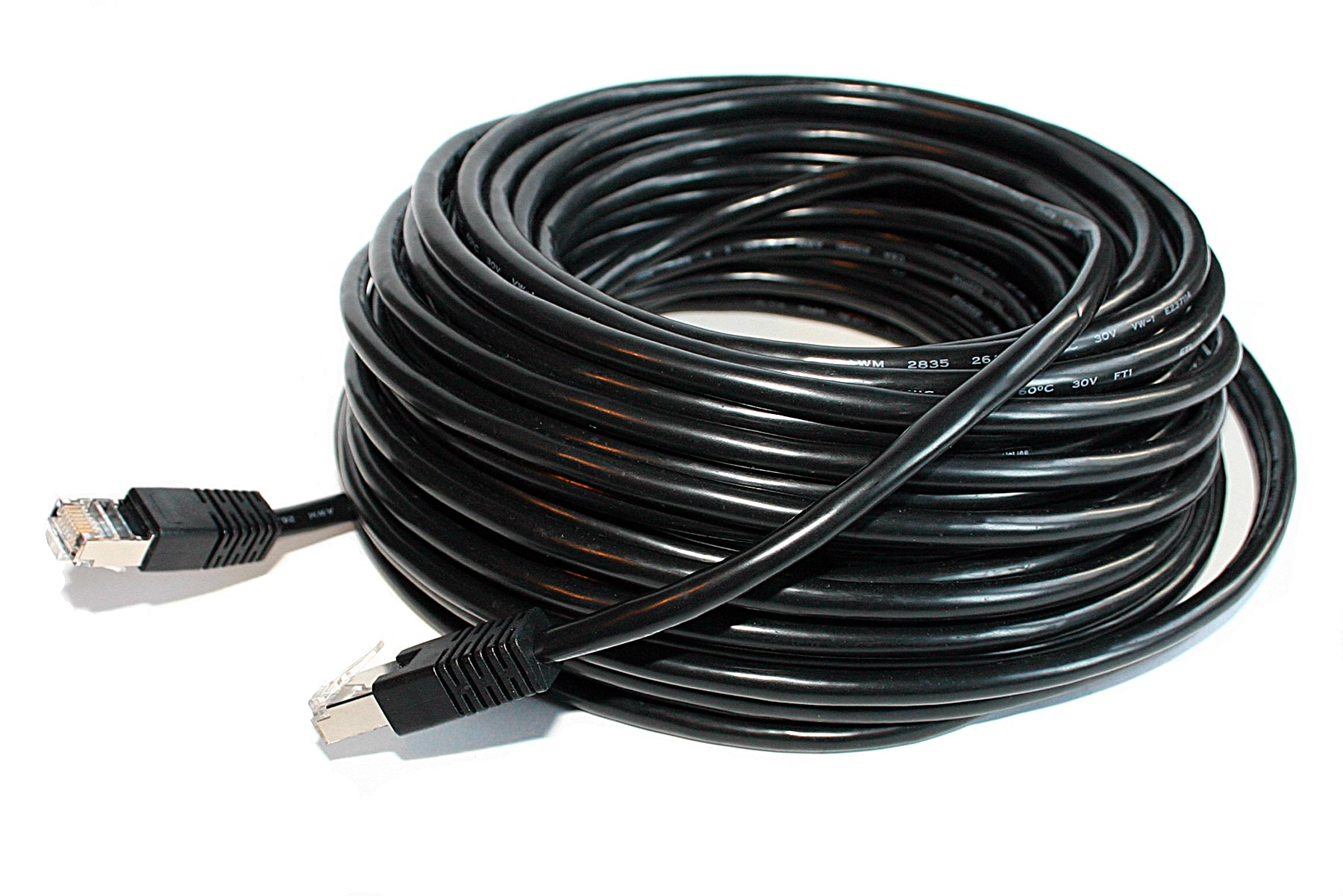
20-m-Patchkabel, RJ45 Twisted-Pair

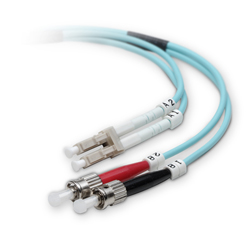
Duplex-LWL-Patchkabel konfektioniert mit LC- (oben) und ST-Steckern (unten)

Ein Patchkabel (engl. to patch – zusammenstecken), auch Rangierkabel, ist ein Kabeltyp der Netztechnik und der Telekommunikation, der für nicht fest verlegte Datenleitungen verwendet wird. Patchkabel sind meist vorkonfektioniert.
Ursprünglich bezieht sich der Begriff Patchkabel auf kurze Kabellängen (beispielsweise 50 cm oder 1 m), jedoch existiert keine bestimmte Kabelnormung, daher werden häufig jegliche variable, nicht fest verlegte Kabelverbindungen als Patchkabel bezeichnet. Patchkabel sind gewöhnlich etwa 0,3 bis 25 m lang, für längere Strecken bis zu 80 km werden meist fest installierte Verbindungen genutzt.
Patch- oder Anschlusskabel gibt es sowohl in Glasfaser- als auch in Kupfer-Ausführung, z. B. Twisted-Pair- oder Twinax-(Koaxial)-Patchkabel für Ethernet oder InfiniBand.
Bei Kupferpatchkabeln bestehen die Adern im Kabel aus flexiblen Kupferlitzen im Gegensatz zu fest verlegten Kabeln, die aus massiven Drähten bestehen. Bei Glasfaser-Patchkabeln wird auf einen komplexen Kabelaufbau verzichtet und in der Regel bei Duplex auf flexiblere Zipcord-Varianten zurückgegriffen (zwei leicht trennbare separierte Lichtwellenleiter).
Kupferpatchkabel sind entweder eins zu eins verdrahtet (gleiche Positionen beider Stecker sind miteinander verbunden), oder bestimmte Adernpaare sind gekreuzt (Crosskabel). Umgangssprachlich, jedoch nicht präzise, wird der Begriff Patchkabel auch zur Abgrenzung von einem Crosskabel verwendet.

## Verwendung
Das Patchkabel dient
- zur Verbindung von Anschlüssen (Ports) eines Patchpanels (auch Rangierfeld genannt) mit Ports eines anderen Patchfeldes; diese Verbindung nennt man Patch oder Rangierung
- zur Verbindung von Anschlüssen (Ports) eines Patchfelds mit einem Netzwerkverteilergerät (zum Beispiel Switch, Hub oder Router)
- der Anbindung von Endgeräten (zum Beispiel PC mit Netzwerkkarte) an eine Netzanschlussdose.

## Typen
Patchkabel werden bei verschiedenen Netztypen eingesetzt, zum Beispiel bei
- Ethernet-Netzen, definiert nach dem internationalen Standard TIA/EIA-568A/B
- strukturierten Verkabelungen
- Telefonverteilungen von Telefonanlagen

Häufig anzutreffende Kabeltypen sind vor allem Twisted-Pair-Kabel, aber auch Koaxialkabel und Lichtwellenleiter.

## Herstellung

### Kupferpatchkabel
Im Prinzip können Patchkabel für Twisted-Pair-Kupferanwendungen relativ einfach selbst konfektioniert werden. Jedoch ist zu berücksichtigen, dass die Qualität und Güte eines Patchkabels maßgeblichen Einfluss auf die Performance und Güte der Datenübertragung nimmt. Aderdurchmesser und Qualität der Meterware spielen hier ebenso eine Rolle wie der Stecker und die Qualität der Konfektion. Auch Faktoren wie Power over Ethernet und die damit verbundenen, möglichen Probleme der Steckverbindung sollten hierbei nicht außer Acht gelassen werden. Es empfiehlt sich, durchgängig zertifizierte und geprüfte fertig konfektionierte Patchkabel einzusetzen.

#### Verdrahtung
Unabhängig vom tatsächlich verwendeten Standard werden die Kontakte von 8P8C-Steckern und -Buchsen folgendermaßen durchnummeriert:
|  |  |  |

Entsprechend dem verwendeten Standard werden die Kontakte nach TIA-568A/B für 100BASE-TX folgendermaßen verdrahtet:
| Kontakt | -568A Paarnr. | -568B Paarnr. | -568A Farbe                      | -568B (AT&T 258A) Farbe          |
| ------- | ------------- | ------------- | -------------------------------- | -------------------------------- |
| 1 (Tx+) | 3             | 2             | weiß/grüner Strich               | weiß/oranger Strich              |
| 2 (Tx−) | 3             | 2             | grün/weißer Strich oder grün     | orange/weißer Strich oder orange |
| 3 (Rx+) | 2             | 3             | weiß/oranger Strich              | weiß/grüner Strich               |
| 4       | 1             | 1             | blau/weißer Strich oder blau     | blau/weißer Strich oder blau     |
| 5       | 1             | 1             | weiß/blauer Strich               | weiß/blauer Strich               |
| 6 (Rx−) | 2             | 3             | orange/weißer Strich oder orange | grün/weißer Strich oder grün     |
| 7       | 4             | 4             | weiß/brauner Strich              | weiß/brauner Strich              |
| 8       | 4             | 4             | braun/weißer Strich oder braun   | braun/weißer Strich oder braun   |

TX: Transmitter- bzw. Sende-Faser

RX: Receiver- bzw. Empfangs-Faser
|  |  |  |

Der einzige Unterschied zwischen TIA-568A und TIA-568B ist die Vertauschung der Farben der Adernpaare 2 und 3 (Orange und Grün). Beide Standards verdrahten die Kontakte eins zu eins. Da die Verdrahtung bei beiden Standards abgesehen von den Aderfarben gleich ist, sind die Kabel funktionsgleich. Wichtig dabei ist, dass beide Enden eines Kabels nach demselben Standard verdrahtet sind (eins zu eins).
TIA-568B ist in den USA aus historischen Gründen noch recht weit verbreitet. In Europa wird allgemein nach TIA-568A verkabelt, da diese Belegung mit den allgemeinen Farbcodes der Telefoninstallationen übereinstimmt.

#### Fertigung
Stellt man Patchkabel für Ethernet nach 1000BASE-T oder 100BASE-TX-Standard her, so ist neben der falschen Kabelgüte (Cat 5 oder besser erforderlich) die Verdrillung eine häufige Fehlerquelle. Ist die Verdrillung bei ISDN oder 10BASE-T auf Grund der relativ niederen Signalfrequenzen noch fast ohne Einfluss, so kommt ihr bei 100 MBit oder Gigabit eine wesentliche Bedeutung zu.
Ethernet mit Twisted-Pair-Kabel nutzt symmetrische differenzielle Signale (Low Voltage Differential Signaling) zur Minimierung der elektromagnetischen Ein- und Abstrahlung. Daher ist es wichtig, welche Adernpaare miteinander verdrillt sind. Das funktioniert (idealisiert) wie folgt: Liegt auf einem Draht des Adernpaars eine positive Spannung an, so liegt gleichzeitig auf dem anderen Draht eine gleich hohe negative Spannung an, folglich löschen sich die entstehenden elektromagnetischen Felder gegenseitig aus.
Gleiches gilt analog für die Einwirkungen externer Felder: wird durch die Einstrahlung die Spannung an einem der verdrillten Drähte beispielsweise um 5 Volt erhöht, so erhöht diese (bedingt durch die Verdrillung) auch die Spannung am anderen Draht ebenfalls um 5 Volt, womit das Differenzsignal gleich bleibt, also die Einstrahlung keinen Einfluss auf die Signale hat.
In jedem Fall müssen daher bei 1000BASE-T und 100BASE-TX Pin 1 und 2 ein verdrilltes Adernpaar bilden, gleiches gilt für das Adernpaar auf Pin 3 und 6 (bei 1000BASE-T und 100BASE-T4-Kabeln bilden auch die Pins 4/5 und 7/8 jeweils verdrillte Paare). Außerdem sollten alle Drähte eines Adernpaars möglichst exakt gleich lang sein, und die Verdrillung darf nur auf einem kurzen Kabelstück (max. ca. 1,5 cm) fehlen bzw. entfernt werden.
Diese Art von Fehlern können nur teure Hochfrequenz-Kabeltester aufspüren (und einige Gigabit-Ethernet-Netzwerkkarten). Einfache LED-Tester hingegen arbeiten mit Gleichstrom und zeigen daher nicht, welche Adernpaare verdrillt sind. Das alles gilt sinngemäß auch für 10BASE-T-Verkabelungen, wobei falsch verdrillt aufgelegte Adernpaare hier weit weniger stören.

### Glasfaser-Patchkabel

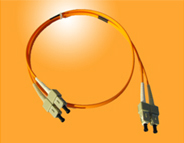
Duplex-LWL-Patchkabel mit SC-Steckern

Bei der Konfektionierung von Glasfaser- bzw. LWL-Patchkabeln werden die benötigten Fasern (bei Duplex eine Sende- (TX-Transmitter) und eine Empfangsfaser (RX-Receiver)) mit Spezialwerkzeug abgesetzt und in die Ferrule (Steckerhülse) eines LWL-Steckers eingeklebt.
Danach wird der Faserüberstand angeritzt und definiert gebrochen.
Als nächster Schritt wird die Stirnfläche des Steckers mit einem Polierset plan geschliffen.
Die Zugentlastung des Patchkabels wird mittels einer Crimphülse am Steckerkörper realisiert, die unter das für die Entlastung zuständige Kevlargarn eingeklemmt wird. Zusätzlichen mechanischen Schutz bieten der Kabelmantel und die am Stecker bzw. Kabelübergang aufzubringende Knickschutztülle.
Die Güte und Qualität eines Patchkabels wird von Faktoren wie Genauigkeit der Kernbohrung in der Ferrule, Kernexzentrizität und Rundheit der verwendeten Glasfaser und Qualität der Polierung maßgeblich bestimmt: kleinste Riefen und Verunreinigungen auf der Faserendfläche können je nach Leistungsdichte der Laserübertragung evtl. zu massiven Zerstörungen am Stecksystem und anderen Komponenten führen.
Abgesehen davon führen Verunreinigungen und schlechte Konfektionsqualität schnell zu einer Erhöhung der Systemdämpfung und erhöhen die Bitfehlerrate. Umso wichtiger ist, dass die Stirnflächen bei der Fertigung durch ein Interferometer einzeln begutachtet und kontrolliert werden und die Qualität der verwendeten Rohmaterialien kontinuierlich hoch ist.
Es gibt Bemühungen, durch neue Techniken und Weiterentwicklungen die Empfindlichkeit solcher LWL-Patchkabel zu reduzieren, um sie so anwenderfreundlicher zu gestalten.